# Ermita de Sant Antoni Abat (Sogorb)
L'ermita de Sant Antoni Abat de Sogorb, és una ermita catalogada com Bé de Rellevància Local, amb número d'identificació 12.07.104-009, ubicada al nucli urbà del municipi de Sogorb, a la comarca de l'Alt Palància, segons queda constància en la Direcció General de Patrimoni Artístic de la Generalitat Valenciana.

## Descripció
L'ermita se situa en ple nucli urbà entre habitatges particulars, la qual cosa, unit a la senzillesa de la seva façana (que presenta com a únic signe distintiu una fornícula amb rajoles de ceràmica que representen una imatge del sant de l'advocació, Sant Antoni Abat), dificulta el seu reconeixement com a lloc de culte. De fet, per sobre de la fornícula hi ha dues finestres més, a nivells diferents que pertanyen a un domicili partícules que hi ha sobre l'ermita. La porta d'accés és rectangular, de fusta, formant la llinda una biga del mateix material.
La façana presenta porta de fusta amb llinda a manera de biga, i amb una fornícula sobre ella; a més cal tenir en compte l'existència d'un desnivell del carrer que fa necessari un esglaó per salvar-lo. A més, la porta que és de dues fulles, té unes mires rectangulars amb reixes per poder veure l'interior quan està tancada. La coberta externament és plana, mentre que en el seu interior presenta volta de canó amb llunetes per donar il·luminació al temple, que per la seva part presenta reduïdes dimensions.
Interiorment, presenta planta quadrangular, cal destacar l'existència d'un fris que recorre tota la nau, així com un sòcol de rajoles decorats que recorre tot l'interior de l'ermita, molt típic de les esglésies i ermites de la zona. El sòl per la seva banda està acabat en llosetes i bancs. L'altar, que és estret, està adossat a la testera, es pot contemplar sobre ell una talla de Sant Antoni a l'interior d'una fornícula que forma part d'un retaule d'obra.
Menció especial mereix el retaule ceràmic que es contempla en la fornícula situada sobre la porta d'accés a l'ermita, la qual presenta un marc motllurat amb lleixa esglaonada de fàbrica de guixeria. Es desconeix el seu autor, però se sap que les rajoles són de fàbrica típicament valenciana. Està datat entre 1850-1860, i presenta una mesures de 60 per 40 centímetres, dividits en sis rajoles de 20x20centímetros, amb una sanefa exterior formada per 16 peces ceràmiques de 20x7 centímetres cadascuna. La imatge del sant dibuixada a les rajoles segueix la tradicional iconografia d'aquest popular sant (un vell de barba blanca, recolzat en el seu bastó que presenta forma de crossa, amb una petita campaneta lligada a ella i acompanyat per un o més porcs, que se situen als seus peus, d'aquí la forma popular de cridar als pobles valencianoparlants com "Sant Antoni del porquet") considerat com l'iniciador de la vida monàstica, i celebrat en pràcticament totes les localitats del territori de la comunitat. Com hem dit el retaule mostra els elements de la iconografia clàssica, en la qual les roques representen la gruta en la qual el sant vivia; la vall muntanyós sense vegetació simbolitza el desert; una mà sostenint el llibre d'oracions i amb l'altra assenyalant una pàgina d'aquest, a la dreta dels seus descalços peus la figura del porc, com a símbol de ser aquest sant el patró dels animals domèstics. El porc era considerat una imatge del dimoni que temptava a el sant en la seva meditació en el desert, per això després de vèncer el sant, el segueix pacientment en forma de porquet. A la part inferior del retaule està escrit: Sant Antoni Abat. La sanefa està formada per un dibuix de cinta ondulada i fulles, tot això en to blau cobalt. Malgrat la seva antiguitat seu estat de conservació és bo i en part es deu a no haver patit cap dany a l'època de la  guerra del 36, ja que per a la seva protecció es va tapiar i es va emblanquir tota la façana.